# Faron Young
Faron Young (25 de febrero de 1932 - 10 de diciembre de 1996) fue un cantante y compositor estadounidense de country entre los primeros años de la década de 1950 hasta mediados de los 80 y uno de sus estrellas más coloridas.
Sus éxitos incluyen "If You Ain't Lovin' (You Ain't Livin')" o "Live Fast, Love Hard, Die Young" que le marcaron como cantante honky tonk tanto en sonido como en estilo personal, y "Hello Walls" o "It's Four in the Morning" que mostraron su versatilidad como vocalista. Conocido como Hillbilly Heartthrob, y como el Sheriff cantante en sus papeles en películas. Se suicidó en 1996 y es miembro del Country Music Hall of Fame.

## Discografía

### Álbumes
| Year | Album                                          | US Country | Label                   |
| ---- | ---------------------------------------------- | ---------- | ----------------------- |
| 1957 | Sweethearts or Strangers                       | —          | Capitol T-778           |
| 1958 | Object of My Affection                         | —          | Capitol T-1004          |
| 1958 | This Is Faron Young                            | —          | Capitol T-1096          |
| 1959 | My Garden of Prayer                            | —          | Capitol T-1185          |
| 1959 | Talk About Hits                                | —          | Capitol T-1245          |
| 1960 | Sings the Best                                 | —          | Capitol ST-1450         |
| 1961 | Hello Walls                                    | —          | Capitol ST-1528         |
| 1961 | The Young Approach                             | —          | Capitol ST-1634         |
| 1963 | All Time Greatest Hits                         | —          | Capitol DT-2037         |
| 1963 | This Is Faron                                  | —          | Mercury SR-60785        |
| 1963 | Aims at the West                               | 11         | Mercury SR-60840        |
| 1964 | Story Songs for Country Folks                  | 7          | Mercury SR-60896        |
| 1964 | Country Dance Favorites                        | 7          | Mercury SR-60931        |
| 1964 | Story Songs of Mountains and Valleys           | —          | Mercury SR-60931        |
| 1965 | Pen and Paper                                  | —          | Mercury SR-61007        |
| 1965 | Greatest Hits                                  | —          | Mercury SR-61047        |
| 1966 | Sings the Songs of Jim Reeves                  | 18         | Mercury SR-61058        |
| 1967 | Unmitigated Gall                               | 18         | Mercury SR-61110        |
| 1968 | Greatest Hits Vol. 2                           | 24         | Mercury SR-61143        |
| 1968 | Here's Faron Young                             | 35         | Mercury SR-61174        |
| 1969 | I've Got Precious Memories                     | 38         | Mercury SR-61212        |
| 1969 | Wine Me Up                                     | 13         | Mercury SR-61241        |
| 1970 | The Best of Faron Young                        | 45         | Mercury SR-61267        |
| 1970 | Occasional Wife                                | 31         | Mercury SR-61275        |
| 1971 | Step Aside                                     | 19         | Mercury SR-61337        |
| 1971 | Leavin' and Sayin' Goodbye                     | 23         | Mercury SR-61354        |
| 1972 | Its Four in the Morning                        | 11         | Mercury SR-61359        |
| 1972 | This Little Girl of Mine                       | 17         | Mercury SR-61364        |
| 1973 | This Time the Hurtin's on Me                   | 19         | Mercury SR-61376        |
| 1973 | Just What I Had in Mind                        | 26         | Mercury SRM1-674        |
| 1974 | Some Kind of a Woman                           | 25         | Mercury SRM1-698        |
| 1974 | A Man and His Music                            | 45         | Mercury SRM1-1016       |
| 1976 | I'd Just Be Fool Enough                        | —          | Mercury SRM1-1075       |
| 1977 | The Best of Faron Young Vol. 2                 | 32         | Mercury SRM1-1130       |
| 1978 | That Young Feelin'                             | —          | Mercury SRM1-5005       |
| 1979 | Chapter Two                                    | —          | MCA -3092               |
| 1980 | Free and Easy                                  | —          | MCA - 3212              |
| 1987 | Funny How Time Slips Away (with Willie Nelson) | —          | Columbia FC - 39484     |
| 1987 | Here's to You                                  | —          | Step One SOR - 0040     |
| 1987 | Greatest Hits 1-3                              | —          | Step One SOR - 43/44/45 |
| 1988 | Country Christmas                              | —          | Step One SOP - 0059     |
| 1990 | Memories That Last (with Ray Price)            | —          | Step One SOP - 0068     |
| 1993 | Live in Branson                                | —          | Laserlight 12137        |

### Sencillos
| Year | Sencillo                                                            | Chart Positions | Chart Positions | Chart Positions | Album                                |
| Year | Sencillo                                                            | US Country      | US              | CAN Country     | Album                                |
| ---- | ------------------------------------------------------------------- | --------------- | --------------- | --------------- | ------------------------------------ |
| 1951 | "Hot Rod Shot Gun Boogie No 2"                                      | —               | —               | —               | singles only                         |
| 1952 | "You're Just Imagination"                                           | —               | —               | —               | singles only                         |
| 1952 | "I Heard the Juke Box Playing"                                      | —               | —               | —               | singles only                         |
| 1952 | "Tattle Tale Years"                                                 | —               | —               | —               | This Is Faron Young                  |
| 1952 | "Foolish Pride"                                                     | —               | —               | —               | singles only                         |
| 1952 | "Saving My Tears for Tomorrow"                                      | —               | —               | —               | singles only                         |
| 1952 | "Goin' Steady"                                                      | 2               | —               | —               | This Is Faron Young                  |
| 1953 | "I Can't Wait (For the Sun to Go Down)"                             | 5               | —               | —               | singles only                         |
| 1953 | "That's What I'd Do for You"                                        | —               | —               | —               | singles only                         |
| 1953 | "I'm Gonna Tell Santa Claus on You"                                 | —               | —               | —               | singles only                         |
| 1953 | "Just Married"                                                      | —               | —               | —               | This Is Faron Young                  |
| 1954 | "They Made Me Fall in Love with You"                                | —               | —               | —               | singles only                         |
| 1954 | "Place for Girls Like You"                                          | 8               | —               | —               | singles only                         |
| 1954 | "If You Ain't Lovin' (You Ain't Livin')"                            | 2               | —               | —               | This Is Faron Young                  |
| 1955 | "Live Fast, Love Hard, Die Young"                                   | 1               | —               | —               | This Is Faron Young                  |
| 1955 | "God Bless God"                                                     | —               | —               | —               | singles only                         |
| 1955 | "Go Back, You Fool"                                                 | 11              | —               | —               | singles only                         |
| 1955 | "It's a Great Life (If You Don't Weaken)"                           | 5               | —               | —               | This Is Faron Young                  |
| 1956 | "I've Got Five Dollars and It's Saturday Night"                     | 4               | —               | —               | This Is Faron Young                  |
| 1956 | "Sweet Dreams"                                                      | 2               | —               | —               | This Is Faron Young                  |
| 1956 | "Turn Her Down"                                                     | 9               | —               | —               | singles only                         |
| 1956 | "I Miss You Already (And You're Not Even Gone)"                     | 5               | —               | —               | singles only                         |
| 1957 | "The Shrine of St. Cecilia"                                         | 15              | 96              | —               | singles only                         |
| 1957 | "Love Has Finally Come My Way"                                      | 12              | —               | —               | singles only                         |
| 1957 | "Vacation's Over"                                                   | —               | —               | —               | singles only                         |
| 1957 | "Locket"                                                            | —               | —               | —               | singles only                         |
| 1958 | "I Can't Dance"                                                     | —               | —               | —               | singles only                         |
| 1958 | "Alone with You"                                                    | 1               | 51              | —               | Sings the Best                       |
| 1958 | "That's the Way I Feel"                                             | 9               | —               | —               | singles only                         |
| 1958 | "Last Night at a Party"                                             | 20              | —               | —               | singles only                         |
| 1959 | "That's the Way It's Gotta Be"                                      | 14              | —               | —               | Sings the Best                       |
| 1959 | "Country Girl"                                                      | 1               | —               | —               | Sings the Best                       |
| 1959 | "Riverboat"                                                         | 4               | 83              | —               | Sings the Best                       |
| 1960 | "Your Old Used to Be"                                               | 5               | —               | —               | Sings the Best                       |
| 1960 | "There's Not Any Like You Left"                                     | 21              | —               | —               | Hello Walls                          |
| 1960 | "Forget the Past"                                                   | 20              | —               | —               | Hello Walls                          |
| 1961 | "Hello Walls"                                                       | 1               | 12              | —               | Hello Walls                          |
| 1961 | "Backtrack"                                                         | 8               | 89              | —               | The Young Approach                   |
| 1962 | "Three Days"                                                        | 7               | —               | —               | The Young Approach                   |
| 1962 | "The Comeback"                                                      | 4               | —               | —               | single only                          |
| 1962 | "Down by the River"                                                 | 9               | —               | —               | All Time Greatest Hits               |
| 1963 | "The Yellow Bandana"                                                | 4               | 114             | —               | This Is Faron                        |
| 1963 | "I've Come to Say Goodbye"                                          | 30              | —               | —               | This Is Faron                        |
| 1963 | "We've Got Something in Common"                                     | 13              | —               | —               | This Is Faron                        |
| 1963 | "You'll Drive Me Back (Into Her Arms Again)"                        | 10              | —               | —               | singles only                         |
| 1964 | "Keeping Up with the Joneses" (with Margie Singleton)               | 5               | —               | —               | singles only                         |
| 1964 | "Old Courthouse"                                                    | 48              | —               | —               | Story Songs for Country Folks        |
| 1964 | "Another Woman's Man - Another Man's Woman" (with Margie Singleton) | 38              | —               | —               | single only                          |
| 1964 | "My Friend on the Right"                                            | 11              | —               | —               | Story Songs of Mountains and Valleys |
| 1965 | "Walk Tall"                                                         | 10              | —               | —               | Greatest Hits                        |
| 1965 | "Nothing Left to Lose"                                              | 34              | —               | —               | Greatest Hits                        |
| 1965 | "My Dreams"                                                         | 14              | —               | —               | Unmitigated Gall                     |
| 1966 | "You Don't Treat Me Right"                                          | —               | —               | —               | Unmitigated Gall                     |
| 1966 | "Unmitigated Gall"                                                  | 7               | —               | —               | Unmitigated Gall                     |
| 1967 | "I Guess I Had Too Much to Dream Last Night"                        | 48              | —               | —               | Unmitigated Gall                     |
| 1967 | "Wonderful World of Women"                                          | 14              | —               | —               | Greatest Hits Vol. 2                 |
| 1968 | "She Went a Little Bit Farther"                                     | 14              | —               | 32              | Here's Faron Young                   |
| 1968 | "I Just Came to Get My Baby"                                        | 8               | —               | 1               | Here's Faron Young                   |
| 1969 | "I've Got Precious Memories"                                        | 25              | —               | —               | I've Got Precious Memories           |
| 1969 | "Wine Me Up"                                                        | 2               | —               | 3               | Wine Me Up                           |
| 1969 | "Your Time's Coming"                                                | 4               | —               | —               | Wine Me Up                           |
| 1970 | "Occasional Wife"                                                   | 6               | —               | 15              | Occasional Wife                      |
| 1970 | "If I Ever Fall in Love (With a Honky Tonk Girl)"                   | 4               | —               | 2               | Occasional Wife                      |
| 1970 | "Goin' Steady"                                                      | 5               | —               | 8               | Step Aside                           |
| 1971 | "Step Aside"                                                        | 6               | —               | 11              | Step Aside                           |
| 1971 | "Leavin' and Sayin' Goodbye"                                        | 9               | —               | 11              | Leavin' and Sayin' Goodbye           |
| 1971 | "It's Four in the Morning"                                          | 1               | 92              | 1               | It's Four in the Morning             |
| 1972 | "This Little Girl of Mine"                                          | 5               | —               | 3               | This Little Girl of Mine             |
| 1972 | "Woman's Touch"                                                     | —               | —               | —               | This Little Girl of Mine             |
| 1973 | "She Fights That Lovin' Feeling"                                    | 15              | —               | 6               | This Time The Hurtin's on Me         |
| 1973 | "Just What I Had in Mind"                                           | 9               | —               | 9               | Just What I Had in Mind              |
| 1974 | "Some Kind of a Woman"                                              | 8               | —               | 6               | Some Kind of a Woman                 |
| 1974 | "The Wrong in Loving You"                                           | 20              | —               | 22              | Some Kind of a Woman                 |
| 1974 | "Another You"                                                       | 23              | —               | —               | A Man and His Music                  |
| 1975 | "Here I Am in Dallas"                                               | 16              | —               | 49              | The Best of Faron Young Vol. 2       |
| 1975 | "Feel Again"                                                        | 21              | —               | 15              | The Best of Faron Young Vol. 2       |
| 1976 | "I'd Just Be Fool Enough"                                           | 33              | —               | —               | I'd Just Be Fool Enough              |
| 1976 | "(The Worst You Ever Gave Me Was) The Best I Ever Had"              | 30              | —               | —               | The Best of Faron Young Vol. 2       |
| 1977 | "Crutches"                                                          | 25              | —               | —               | That Young Feelin'                   |
| 1978 | "Loving Here and Living There and Lying in Between"                 | 38              | —               | —               | That Young Feelin'                   |
| 1979 | "The Great Chicago Fire"                                            | 67              | —               | 30              | Chapter Two                          |
| 1979 | "That Over Thirty Look"                                             | 69              | —               | 68              | Chapter Two                          |
| 1980 | "(If I'd Only Known) It Was the Last Time"                          | 56              | —               | 74              | Free and Easy                        |
| 1980 | "Tearjoint"                                                         | 72              | —               | —               | singles only                         |
| 1981 | "Until the Bitter End"                                              | 88              | —               | —               | singles only                         |
| 1981 | "Pull Up a Pillow"                                                  | —               | —               | —               | singles only                         |
| 1988 | "Stop and Take the Time"                                            | 100             | —               | —               | Here's to You                        |
| 1988 | "Here's to You"                                                     | 87              | —               | —               | Here's to You                        |
| 1989 | "It's Four in the Morning"                                          | —               | —               | —               | Greatest Hits 1-3                    |
| 1991 | "Just an Ol' Heartache"                                             | —               | —               | —               | single only                          |
| 1992 | "Memories That Last" (with Ray Price)                               | —               | —               | —               | Memories That Last                   |
| 1992 | "Too Big to Fight" (with Ray Price)                                 | —               | —               | —               | Memories That Last                   |
| 1992 | "Christmas Song"                                                    | —               | —               | —               | Country Christmas                    |

### Caras B
| Year | B-Side                                              | US Country | Original A-Side                                 |
| ---- | --------------------------------------------------- | ---------- | ----------------------------------------------- |
| 1955 | "Forgive Me, Dear"                                  | flip       | "Live Fast, Love Hard, Die Young"               |
| 1955 | "All Right"                                         | 2          | "Go Back, You Fool"                             |
| 1955 | "For the Love of a Woman Like You"                  | flip       | "It's a Great Life (If You Don't Weaken)"       |
| 1956 | "You're Still Mine"                                 | 3          | "I've Got Five Dollars and It's Saturday Night" |
| 1956 | "Until I Met You"                                   | flip       | "Sweet Dreams"                                  |
| 1956 | "I'll Be Satisfied with Love"                       | flip       | "Turn Her Down"                                 |
| 1957 | "I'm Gonna Loive Some Before I Die"                 | flip       | "I Miss You Already (And You're Not Even Gone)" |
| 1958 | "Every Time I'm Kissing You"                        | 10         | "Alone with You"                                |
| 1958 | "I Hate Myself"                                     | 22         | "That's the Way I Feel"                         |
| 1958 | "A Long Time Ago"                                   | 16         | "Last Night at a Party"                         |
| 1959 | "I Hear You Talkin'"                                | 27         | "Country Girl"                                  |
| 1959 | "Face to the Fall"                                  | 10         | "Riverboat"                                     |
| 1960 | "A World So Full of Love"                           | 28         | "Forget the Past"                               |
| 1961 | "Congratulations"                                   | 28         | "Hello Walls"                                   |
| 1963 | "Nightmare"                                         | 14         | "I've Come to Say Goodbye"                      |
| 1964 | "No Thanks, I Just Had One" (with Margie Singleton) | 40         | "Keeping Up with the Joneses"                   |
| 1964 | "Rhinestones"                                       | 23         | "Old Courthouse"                                |
| 1979 | "Second Hand Emotion"                               | 70         | "That Over Thirty Look"                         |

## Películas en las actúa
- 1956 Hidden Guns
- 1956 Daniel Boone, Trail Blazer
- 1957 Raiders of Old California
- 1958 Country Music Holiday
- 1966 Second Fiddle to a Steel Guitar
- 1966 Nashville Rebel
- 1967 What Am I Bid?
- 1967 The Road to Nashville
- 1977 That's Country